# Democratici di Centro (Paesi Bassi)
I Democratici di Centro (in olandese: Centrumdemocraten - CD) sono stati un partito politico di orientamento nazionalista e social-conservatore attivo nei Paesi Bassi dal 1984 al 2002. 
Venne fondato in seguito ad una scissione dal Partito di Centro su iniziativa di Hans Janmaat.

## Risultati elettorali
| Elezione         | Voti    | %    | Seggi   |
| ---------------- | ------- | ---- | ------- |
| Europee 1984     | 134.877 | 2,55 | 0 / 25  |
| Legislative 1986 | 12.277  | 0,1  | 0 / 150 |
| Legislative 1989 | 81.427  | 0,9  | 0 / 150 |
| Europee 1989     | 40.780  | 0,78 | 0 / 25  |
| Legislative 1994 | 220.621 | 2,4  | 3 / 150 |
| Europee 1994     | 43.299  | 1,05 | 0 / 31  |
| Legislative 1998 | 52.226  | 0,5  | 0 / 150 |
| Europee 1999     | 17.740  | 0,50 | 0 / 31  |